# 어웨이크 (2022년 영화)
《어웨이크》는 2022년에 개봉한 대한민국의 영화이다.

## 줄거리
“나이도 다르고, 사는 곳도 다 달라요” ‘한소진’, 28세, 수원. ‘이동혁’, 48세, 대전. ‘조혜린’, 19세, 서울. 도무지 공통점을 찾기 어려운 세 사람이 알 수 없는 공간에서 눈을 뜬다. 누가, 왜, 어떻게 그들을 이곳에 가두었을까? 잃어버린 기억을 찾아야만 탈출할 수 있다!

## 캐스팅

### 주연
- 임세미 : 한소진 역
- 성지루 : 이동혁 역
- 한지원 : 조혜린 역

### 조연
- 박정언 : 소진 모 역